# Tron: Evolution
Tron: Evolution (рус. Трон: Эволюция) — компьютерная игра в жанре action-adventure с видом от третьего лица, разработанная компанией Propaganda Games и изданная Disney Interactive в 2010 году.

## Игровой процесс
В течение всей игры игроку будут постоянно попадаться разные враги, будь то "черные стражи" или зараженные программы. Иногда будут попадаться и такие программы, которые неуязвимы к некоторым вашим боевым способностям. Очень часто игроку будут попадаться Диск-Станции, при помощи которых он может участвовать в играх и получать себе разные версии (уровни), а с получением версии игрок получает и Мбайты, при помощи которых он может улучшать свои характеристики. Также эти версии можно заработать и в самой игре, убивая "черных страж" и зараженных программ, а также выполняя миссии.

## Сюжет
Кевин Флинн создаёт улучшенную программу Анон в помощь Трону. Тот поручает Анону охранять периметр вокруг места, где проходит церемония инсталляции лидера изоморфов Радии на должность системного администратора. Но церемонию прерывает вирус Абраксас, который заражает безобидные программы. Анон спасает Клу от Абраксаса и по приказу Трона устраивает охоту на скрывшийся вирус. По иронии судьбы он становится свидетелем гибели Трона. Полагая, что Флинна тоже убили, Анон и Кворра просят совета у Зюса, который направляет их в Арджию, город изоморфов. Кворра уезжает в Арджию вместе с Аноном рассказать лидеру изоморфов — Радии о происшедшем, но прибыв к Радии, они узнали, что Клу уже успел рассказать собственную версию гибели системного администратора. Услышав правду от Кворры, Радия рассылает весть по всей Сети. Клу устраивает охоту на Анона, попутно рассказывая Радии о том что он создал Абраксаса из предыдущего лидера изоморфов, Джэлена. Радия посылает Анона найти Гибсона — изоморфа, который приютил Кевина Флинна. В битве с Абраксасом последний превращает Гибсона в вирус и Анону приходится убить его. Вернувшись в почти разрушенную Арджию Анон намеревается убить Абраксаса, и в итоге вирус забрасывает обломками. Кевин Флинн даёт Анону задание найти похищенную Кворру и вернуть её невредимой. Отправившись на флагман Клу — Регулятор Анон вступает в битву с вернувшимся Абраксасом и окончательно убивает его. Анону удаётся спасти Кворру, но он сам погибает. Далее прибывший Кевин Флинн забирает Кворру.

## Музыкальное сопровождение
Музыка для игры написана Сашей Дикисяном (Sonic Mayhem), Крисом Веласко (God of War) и Кевином Мантеем. Две композиции («Derezzed» и «The Grid»), написанные Daft Punk, были взяты из саундтрека фильма Трон: Наследие.

## Отзывы
| Сводный рейтинг    | Сводный рейтинг | Сводный рейтинг | Сводный рейтинг | Сводный рейтинг |
| Издание            | Оценка          | Оценка          | Оценка          | Оценка          |
| Издание            | PC              | PS3             | PSP             | Xbox 360        |
| ------------------ | --------------- | --------------- | --------------- | --------------- |
| GameRankings       | 54,67 %         | 59,97 %         | 60,00 %         | 59,78 %         |
| Metacritic         | 57/100          | 58/100          | N/A             | 58/100          |
| Иноязычные издания |                 |                 |                 |                 |
| Издание            | Оценка          | Оценка          | Оценка          | Оценка          |
| Издание            | PC              | PS3             | PSP             | Xbox 360        |
| 1UP.com            | N/A             | D+              | N/A             | D+              |
| Eurogamer          | 7/10            | 7/10            | N/A             | 7/10            |
| GamePro            | N/A             | 3,5/5           | N/A             | 3,5/5           |
| GameSpot           | N/A             | 7/10            | N/A             | 7/10            |
| IGN                | 6/10            | 6/10            | N/A             | 6/10            |
| OXM                | N/A             | N/A             | N/A             | 5,5/10          |
| PC Gamer (UK)      | 29/100          | N/A             | N/A             | N/A             |